# Terrance Dicks
Terrance Dicks (* 10. Mai 1935 in London; † 29. August 2019) war ein britischer Schriftsteller und Rezitator sowie Drehbuchautor, dessen Name eng mit der britischen Science-Fiction-Kultserie Doctor Who verbunden ist.

## Leben und Werke
Terrance Dicks wurde 1935 in London geboren und hatte dort auch seine Wirkungsstätten. Nach Verlassen der Schule studierte er Englisch am Downing College und leistete anschließend Wehrdienst in der britischen Armee. Nach seiner Entlassung aus den Streitkräften arbeitete er fünf Jahre als Werbetexter für Zeitungen und begann in seiner Freizeit Hörspiele für die BBC zu schreiben. Seit Ende der 1960er-Jahre war er schriftstellerisch tätig. Sein Name ist eng verbunden mit der BBC-Fernsehserie Doctor Who, bei der er als Drehbuchautor bis hin zur nachträglichen Aufbereitung der Storys in Filmbüchern und Fortsetzungsromanen in Buchform aktiv war. Er wirkte auch an zwei Doctor-Who-Computerspielen mit. Sein Wirkungskreis erstreckte sich auch auf die Mitarbeit an anderen Fernsehserien und Kinderbüchern, die zu einem ansehnlichen Teil im Bereich der Science-Fiction und Fantasy angesiedelt sind.

## Doctor Who
Seine große Chance im Fernsehen kam, als sein Freund Malcolm Hulke ihn bat, ihm beim Schreiben einer Folge der beliebten ABC-Wochenende-TV-Action-Abenteuer-Serie The Avengers zu helfen, bei der er als Co-Autor Anerkennung erntete. Er schrieb auch für die beliebte ATV-Seifenoper Crossroads, bevor er 1968 seine Arbeit als stellvertretender Drehbuchautor der populärsten BBC-Science-Fiction-Reihe Doctor Who begann.

## Kinderbuchautor
1976 schrieb Dicks eine Trilogie, Die Mounties, veröffentlicht bei Target Books; sie handelt von einem Rekruten der königlich kanadischen berittenen Polizei, gefolgt 1979–1983 von einer anderen Target-Books-Trilogie Star Quest, die später von Big Finish Productions neu aufgelegt wurde.
Seit 1978 arbeitete Dicks an der Reihe The Baker Street Irregulars, die schließlich zehn Bücher umfasste, das letzte erschien 1987. 1981 begann Dicks auch die Reihe Cry Vampire, bestehend aus sechs Horrorromanen für Kinder, die inhaltliche Parallelen zu seinem Roman der Serie Doctor Who State of Decay aufweisen, in der Vampire auch häufig vorkommen.
1987 begann Dicks eine neue Reihe für sehr junge Kinder und nannte sie T. R. Bär. Sie umfasste sieben Bücher. Es folgte die Reihe Sally Ann über ein entschlossenes ragdoll und Magnificent Max, eine Katze, und The Adventures of Goliath über einen Golden Retriever. Die Goliath-Reihe ist Dicks umfangreichste Serie mit achtzehn Büchern. Weitere fünf Bücher über einen Bernhardiner bilden die Harvey-Reihe.
Johnatan’s Ghost und drei weitere Folgen wurden 1988 veröffentlicht und 1990 folgten die drei Bücher MacMagic. The Littlest Dinosaur wurde 1993 und The Littlest on Guard 1994 veröffentlicht. Andere Arbeiten von 1994 waren Woof! The Never Ending Tale, die Cold-Blood-Serie (vier Bücher) und die Chronicals of a Computer Game Addict (vier Bücher).
Zwischen 1998 und 2000 produzierte Dicks den Dreiteiler Changing Universe. Seitdem schrieb er die The-Unexplained-Reihe mit bislang zwölf Büchern.
Abgesehen von der beträchtlichen Zahl fiktiver Arbeiten schrieb Dicks auch einige Non-Fiction-Bücher für Kinder einschließlich Europe United, A Riot of Writers, Uproar in the House, A Right Royal History und The Good, the Bad and the Ghastly. 
Sein neuestes Werk (2009) ist Penetrated Minds – Worshipers of the black mother.
Dicks verstarb im Alter von 84 Jahren. Er war Vater dreier Kinder und hinterließ eine Ehefrau.

## Werke in deutscher Sprache (Auswahl)
- Doctor Who und das Kind von den Sternen, München: Goldmann, 1990.
- Doctor Who und das Komplott der Daleks, München: Goldmann, 1989.
- Doctor Who, München: F. Schneider
- Die 4 von der Baker Street, München, Wien: F. Schneider